# De Férias com o Ex Diretoria
De Férias com o Ex: Diretoria é um reality show brasileiro co-produzido pela MTV e Paramount+. O novo reality foi oficialmente anunciado pela MTV juntamente com a Paramount+ em 18 de abril de 2024. A primeira temporada estreou em 6 de junho de 2024, com dois episódios seguidos.

## Formato
O programa reúne participantes que fizeram história no De Férias com o Ex e no De Férias com o Ex Caribe. E pela primeira vez estará em jogo um prêmio no valor de R$ 100 mil, o participante que for eleito o melhor “ex” da temporada ganhará o prêmio e será eleito CEO da temporada.

## Produção
Em outubro de 2023, foi noticiado pela mídia que a MTV estava gravando um novo "De Férias all stars" em Maragogi, Alagoas. Em 18 de abril de 2024, a MTV anuncia oficialmente o novo reality, já com o título oficial e divulga a lista dos participantes. A primeira temporada estreou em 6 de junho de 2024, primeiro no Paramount+ e às 21h10 daquele mesmo dia na MTV.

## Temporadas
| Temporada | Temporada | Local             | Episódios | Transmissão original | Transmissão original |
| Temporada | Temporada | Local             | Episódios | Estreia de temporada | Final de temporada   |
| --------- | --------- | ----------------- | --------- | -------------------- | -------------------- |
|           | 1         | Maragogi, Alagoas | 13        | 6 de junho de 2024   | 22 de agosto de 2024 |

### 1.ª temporada
A lista com os 12 participantes oficiais foi divulgada pela MTV no dia 18 de abril de 2024. Dentre os participantes, estão alguns nomes que fizeram história no 'De Férias com o Ex' e 'De Férias com o Ex Caribe', e são eles: Cléber Zuffo, Fagner Sousa, Escarião, Nakagima, Igor Freitas, Lis Aguiar, Lhuis Mattos, Lumena Aleluia, Maju Mazalli, Martina Sanzi, Stéfani Bays e Vini Büttel. Além de contar com as participações especiais do casal André Coelho e Ana Clara Maia (De Férias com o Ex 1) e Gabi Prado (De Férias com o Ex 1 & 2). No final da temporada, depois de uma votação entre os participantes, Lumena foi eleita a CEO da temporada e ganhou o prêmio de R$100 mil.

## Participantes
| Temp. | Elenco original | Exes | Total |
| ----- | --- | --- | ----- |
| 1(en) | Cléber Zuffo • Fagner Sousa • Flavio Nakagima • Escarião • Igor Freitas • Lis Aguiar • Lhuis Mattos • Lumena Aleluia • Maju Mazalli • Martina Sanzi • Stéfani Bays • Vini Büttel • | Ian Barcellos • Carol Bueno • Apolo Costa • Val Wanderley • Geraldinho Souto • Lika Araújo • Raquel Trindade • Nina Pereira • Robinho Junior • Ana Witcel • Alan Rissato • | 23    |